# Rosior
Rosior románul: Roșiori, település és községközpont Romániában, Moldvában, Bákó megyében.

## Fekvése
Neamt megye határán, Bákótól északkeletre fekvő település.

## Története
Községközpont, 6 falu: Misihăneşti, Neguşeni, Poieni, Rosior, Ruszvladika és Valea Mică tartozik hozzá.
A 2002-es népszámlálási adatok szerint 2,156 lakosa volt.